# Făget
Făget é uma cidade da Romênia com 7519 habitantes, localizada no județ (distrito) de Timiș.